# Férfi 4 × 100 méteres vegyes váltó az 1970-es úszó-Európa-bajnokságon
Az 1970-es úszó-Európa-bajnokságon a férfi 4 × 100 méteres vegyes váltó selejtezőit szeptember 7-én, a döntőt szeptember 8-án rendezték. A versenyszámban 11 csapat indult el. A győztes az NDK lett világcsúccsal. Roland Matthes a döntőben megjavította a 100 méteres hátúszás világrekordját is. A magyar váltó országos csúccsal a hetedik helyen végzett.

## Rekordok
|              | Név                                                             | Nemzet | Idő    | Helyszín    | Dátum             |
| ------------ | --------------------------------------------------------------- | ------ | ------ | ----------- | ----------------- |
| Világcsúcs   | Charles Hickcox Don McKenzie Doug Russell Kenneth Walsh         | USA    | 3:54,9 | Mexikóváros | 1968. október 26. |
| Európa-csúcs | Roland Matthes Egon Henninger Horst-Günter Gregor Frank Wiegand | NDK    | 3:56,5 | Lipcse      | 1967. november 7. |

A versenyen új rekord született:
| világcsúcs | döntő | NDK · Roland Matthes · Klaus Katzur · Udo Poser · Lutz Unger | 3:54,4 | Barcelona, Spanyolország | szeptember 8. |

## Eredmények
A rövidítések jelentése a következő:
| - Q: továbbjutás időeredmény alapján - ECR: Európa-bajnoki rekord | - WR: világ rekord - ER: Európa-rekord | - NR: országos rekord |

### Selejtezők
| Helyezés | Futam | Név | Nemzet             | Idő    | Megj. |
| -------- | ----- | --- | ------------------ | ------ | ----- |
| 1.       | 2     | Volker Werner (1:02,2) Klaus Katzur (1:06,7) Hartmut Flöckner (58,7) Peter Rund (55,1)                                  | NDK                | 4:02,7 | Q     |
| 2.       | 2     | Viktor Mazanov (1:03,1) Jurij Podoprigora (1:06,6) Szergej Konov (1:00,1) Ahmed Anarbaev (54,0)                         | Szovjetunió        | 4:03,8 | Q     |
| 3.       | 1     | Jean-Paul Berjeau (1:02,9) Roger Menu (1:08,3) Alain Mosconi (1:00,0) Gilles Vigne (53,2)                               | Franciaország      | 4:04,4 | Q     |
| 4.       | 1     | Ralf Beckmann (1:03,8) Rolf Klees (1:08,1) Folkert Meeuw (58,6) Rainer Jacob (54,3)                                     | NSZK               | 4:04,8 | Q     |
| 5.       | 1     | Hans Tageback (1:02,2) Thomas Johnsson (1:10,2) Bo Westergren (59,4) Göran Janson (54,3)                                | Svédország         | 4:05,9 | Q, NR |
| 6.       | 1     | Enrique Meló (1:02,2) Pedro Balcells (1:09,5) Arturo Lang-Lenton (58,9) José Chicoy (54,1)                              | Spanyolország      | 4:04,7 | Q, NR |
| 7.       | 2     | Cseh László (1:02,0) Csinger Márton (1:11,4) Szentirmay István (58,8) Csatlós Csaba (54,9)                              | Magyarország       | 4:07,1 | Q     |
| 7.       | 2     | Mike Richards (1:01,6) David Willkie (1:11,3) Michael Bailey (59,5) Malcolm Windeatt (54,7)                             | Egyesült Királyság | 4:07,1 | Q     |
| 9.       | 1     | Miloš (1:02,3) Slavko Kurbanović (1:10,5) Nenad Kuridza (1:00,1) Jovan Kovacic (57,0)                                   | Jugoszlávia        | 4:09,9 |       |
| 10.      | 1     | Helmut Podolan (1:07,1) Steffen Kriechbaum (1:10,7) Seidler (1:01,8) Günther Planitzer (56,4)                           | Ausztria           | 4:16,0 | NR    |
| 11.      | 2     | Szpirosz Kapralosz (1:08,1) Teodorosz Kotomanisz (1:12,4) Dimitriosz Karidisz (1:00,7) Konsztantinosz Koszkinasz (59,1) | Görögország        | 4:20,3 |       |
|          | 2     | | Lengyelország      |        | DNS   |
|          | 2     | | Románia            |        | DNS   |

### Döntő
| Helyezés | Pálya | Név                                                                                                 | Nemzet             | Idő    | Megj. |
| -------- | ----- | --------------------------------------------------------------------------------------------------- | ------------------ | ------ | ----- |
|          | 4     | Roland Matthes (56,9 WR) Klaus Katzur (1:06,2) Udo Poser (57,3) Lutz Unger (52,1)                   | NDK                | 3:54,4 | WR    |
|          | 3     | Jean-Paul Berjeau (1:01,9) Roger Menu (1:06,0) Alain Mosconi (57,6) Michel Rousseau (52,1)          | Franciaország      | 3:57,6 | NR    |
|          | 5     | Viktor Kraszko (1:01,5) Nyikolaj Pankin (1:06,1) Vlagyimir Nyemsilov (58,0) Leonyid Iljicsov (52,4) | Szovjetunió        | 3:58,0 |       |
| 4.       | 2     | Ralf Beckmann (1:02,4) Rolf Klees (1:06,3) Hans Lampe (56,8) Gerhard Shiller (53,5)                 | NSZK               | 3:59,0 | NR    |
| 5.       | 6     | Santiago Esteva (58,9) Pedro Balcells (1:08,9) Arturo Lang-Lenton (58,4) José Chicoy (53,2)         | Spanyolország      | 3:59,4 | NR    |
| 6.       | 7     | Hans Tageback (1:02,9) Thomas Johnsson (1:09,0) Bo Westergren (58,7) Göran Janson (55,2)            | Svédország         | 4:05,1 | NR    |
| 7.       | 8     | Cseh László (1:01,9) Csinger Márton (1:09,4) Szentirmay István (58,7) Csatlós Csaba (55,3)          | Magyarország       | 4:05,3 | NR    |
| 8.       | 1     | Mike Richards (1:01,7) David Willkie (1:12,0) Michael Bailey (59,7) Malcolm Windeatt (55,8)         | Egyesült Királyság | 4:09,2 |       |